# タイキバカラ
タイキバカラ（Taiki Baccarat、2001年2月8日 - 不明）は、日本の競走馬、種牡馬。主な勝ち鞍は2004年のクリスタルカップ。
馬名は冠名（タイキ）に母タイキクリスタルにちなんでクリスタル・ガラスのメーカー名「バカラ」を合わせたもの。

## 経歴

### 競走馬時代
2002年、大樹ファームのクラブ馬として1口18万円×200口の総額3600万円で募集された。募集時のアピールコメントは「気性は素直で、人の言うことを良く理解する、賢い馬」だった。
2003年11月、東京競馬場での新馬戦でデビュー。中団待機からゴール前の接戦を制し勝利を飾る。2戦目のダートでの500万下平場戦も2歳レコードで勝利。ソエ気味で3か月半の間隔が開いたが、年明け初戦のクリスタルカップも、スタートから鞍上の蛯名正義が手綱を持って行かれたまま逃げ切り勝ち。デビュー以来無傷の3連勝で重賞勝利を飾る。
続くNHKマイルカップでは前向き過ぎる気性が不安視され、単勝5番人気にとどまる。レースでは戦前の不安通り抑えきれずに逃げを打つ形になり、直線粘りを見せるも残り200メートルで力尽き、11着に大敗した。
その後、距離を短縮し臨んだファルコンステークスでは1番人気に支持されるが、出遅れて後方からの競馬になり、見せ場なく13着に大敗。ダートに矛先を変えクラスターカップに登録するが、管理調教師の土田稔が名義貸しの防止を怠ったとして3か月の調教停止処分になり、大久保洋吉厩舎に一時転厩する。ファルコンステークスから馬体重を20キログラム増やしての出走であったが、逃げ粘れず7着に敗れた。
しばらくの休養を経て、2004年の欅ステークスから復帰し2着に逃げ粘るが、降級戦となったTUF杯ではふたたび大敗。北陸ステークス4着のあと、脚部不安のため放牧に出された。その後は出走することはなく、2007年10月18日付で競走馬登録を抹消された。

### 引退後
引退後は2008年から日高スタリオンステーションで種牡馬入りするが、初年度は種付け頭数が5頭にとどまり、同年7月に同スタリオンステーションを退厩した。その後2009年に浦河町のグラストレーニングセンターに移動した。
2015年10月22日に用途変更となり種牡馬を引退。2016年より引退名馬繋養展示事業の対象となり、引き続きグラストレーニングセンターで繋養された。ところが、2021年にグラストレーニングセンターが閉場して同年6月には引退名馬繋養展示事業の助成対象ではなくなる。以後の消息は不明となっている。

## 競走成績
| 年月日 | 年月日 | 年月日 | 競馬場 | 競走名      | 格       | 頭 数 | 枠 番 | 馬 番 | オッズ （人気） | 着順 | 騎手     | 斤 量 | 距離（馬場）  | タイム （上り3F） | タイム 差 | 勝ち馬/（2着馬）     |
| 2003   | 11.    | 2      | 東京   | 2歳新馬     |          | 13    | 6     | 8     | 5.3（3人）      | 1着  | 蛯名正義 | 55    | 芝1400m（良） | 1:22.9 (34.1)     | -0.1      | （ギミーシェルター） |
|        | 11.    | 29     | 東京   | 2歳500万下  |          | 16    | 7     | 13    | 4.2（2人）      | 1着  | 蛯名正義 | 55    | ダ1400m（不） | 1:24.3 (37.2)     | -1.4      | （カフェオリンポス） |
| 2004   | 3.     | 14     | 中山   | クリスタルC | GIII     | 13    | 2     | 2     | 2.3（1人）      | 1着  | 蛯名正義 | 56    | 芝1200m（良） | 1:08.6 (35.5)     | -0.1      | （ビッグファルコン） |
|        | 5.     | 9      | 東京   | NHKマイルC  | GI       | 18    | 5     | 9     | 11.3（5人）     | 11着 | 蛯名正義 | 57    | 芝1600m（良） | 1:34.4 (36.6)     | 1.9       | キングカメハメハ     |
|        | 6.     | 13     | 中京   | ファルコンS | GIII     | 16    | 2     | 4     | 2.3（1人）      | 13着 | 蛯名正義 | 58    | 芝1200m（良） | 1:10.5 (37.1)     | 1.0       | キョウワハピネス     |
|        | 8.     | 13     | 盛岡   | クラスターC | GIII     | 14    | 3     | 3     | 2.4（2人）      | 7着  | 蛯名正義 | 55    | ダ1200m（良） | 1:12.1 (35.9)     | 0.8       | シャドウスケイプ     |
| 2005   | 5.     | 28     | 東京   | 欅S         | OP       | 16    | 5     | 10    | 8.7（5人）      | 2着  | 北村宏司 | 55    | ダ1400m（良） | 1:23.6 (36.6)     | 0.2       | テイエムアクション   |
|        | 7.     | 2      | 福島   | TUF杯       | 1600万下 | 14    | 7     | 13    | 4.7（3人）      | 12着 | 勝浦正樹 | 58    | 芝1200m（良） | 1:08.5 (35.8)     | 0.8       | ダイワメンフィス     |
|        | 7.     | 24     | 新潟   | 北陸S       | OP       | 10    | 1     | 1     | 6.0（4人）      | 4着  | 小林淳一 | 55    | ダ1200m（良） | 1:10.7 (36.8)     | 0.4       | サンライズキング     |

## 血統表
| タイキバカラの血統（ヘイロー系 / Almahmoud9.38%=4x5、Princequillo6.25%=5x5、Native Dancer6.25%=5x5） | タイキバカラの血統（ヘイロー系 / Almahmoud9.38%=4x5、Princequillo6.25%=5x5、Native Dancer6.25%=5x5） | タイキバカラの血統（ヘイロー系 / Almahmoud9.38%=4x5、Princequillo6.25%=5x5、Native Dancer6.25%=5x5） | （血統表の出典）    | （血統表の出典） |
| 父 *サザンヘイロー Southern Halo 1983 鹿毛 アメリカ                                                  | 父の父Halo 1969 黒鹿毛 アメリカ                                                                      | Hail to Reason                                                                                       | Turn-to             | Turn-to          |
| 父 *サザンヘイロー Southern Halo 1983 鹿毛 アメリカ                                                  | 父の父Halo 1969 黒鹿毛 アメリカ                                                                      | Hail to Reason                                                                                       | Nothirdchance       |                  |
| 父 *サザンヘイロー Southern Halo 1983 鹿毛 アメリカ                                                  | 父の父Halo 1969 黒鹿毛 アメリカ                                                                      | Cosmah                                                                                               | Cosmic Bomb         | Cosmic Bomb      |
| 父 *サザンヘイロー Southern Halo 1983 鹿毛 アメリカ                                                  | 父の父Halo 1969 黒鹿毛 アメリカ                                                                      | Cosmah                                                                                               | Almahmoud           |                  |
| 父 *サザンヘイロー Southern Halo 1983 鹿毛 アメリカ                                                  | 父の母Northern Sea 1974 鹿毛 アメリカ                                                                | Northern Dancer                                                                                      | Nearctic            | Nearctic         |
| 父 *サザンヘイロー Southern Halo 1983 鹿毛 アメリカ                                                  | 父の母Northern Sea 1974 鹿毛 アメリカ                                                                | Northern Dancer                                                                                      | Natalma             |                  |
| 父 *サザンヘイロー Southern Halo 1983 鹿毛 アメリカ                                                  | 父の母Northern Sea 1974 鹿毛 アメリカ                                                                | Sea Saga                                                                                             | Sea Bird            | Sea Bird         |
| 父 *サザンヘイロー Southern Halo 1983 鹿毛 アメリカ                                                  | 父の母Northern Sea 1974 鹿毛 アメリカ                                                                | Sea Saga                                                                                             | Shama               |                  |
| 母 *タイキクリスタル 1992 鹿毛 アメリカ                                                              | 母の父Miswaki 1978 栗毛 アメリカ                                                                     | Mr. Prospector                                                                                       | Raise a Native      | Raise a Native   |
| 母 *タイキクリスタル 1992 鹿毛 アメリカ                                                              | 母の父Miswaki 1978 栗毛 アメリカ                                                                     | Mr. Prospector                                                                                       | Gold Digger         |                  |
| 母 *タイキクリスタル 1992 鹿毛 アメリカ                                                              | 母の父Miswaki 1978 栗毛 アメリカ                                                                     | Hopespringseternal                                                                                   | Buckpasser          | Buckpasser       |
| 母 *タイキクリスタル 1992 鹿毛 アメリカ                                                              | 母の父Miswaki 1978 栗毛 アメリカ                                                                     | Hopespringseternal                                                                                   | Rose Bower          |                  |
| 母 *タイキクリスタル 1992 鹿毛 アメリカ                                                              | 母の母Global Glitter 1975 栗毛 アメリカ                                                              | Key to Content                                                                                       | Forli               | Forli            |
| 母 *タイキクリスタル 1992 鹿毛 アメリカ                                                              | 母の母Global Glitter 1975 栗毛 アメリカ                                                              | Key to Content                                                                                       | Key Bridge          |                  |
| 母 *タイキクリスタル 1992 鹿毛 アメリカ                                                              | 母の母Global Glitter 1975 栗毛 アメリカ                                                              | Moon Glitter                                                                                         | In Reality          | In Reality       |
| 母 *タイキクリスタル 1992 鹿毛 アメリカ                                                              | 母の母Global Glitter 1975 栗毛 アメリカ                                                              | Moon Glitter                                                                                         | Foggy Note F-No.3-o |                  |

母タイキクリスタルは中央競馬で走り8戦3勝。当馬と同じく新馬勝ちの後、2戦目の500万下を圧勝している。兄弟は中央競馬で5頭登録され、2頭が勝ち上がっているが目立った活躍馬は出ていない。